# روبن ريفيس
روبن ريفيس (بالإنجليزية: Reuben Reeves)‏ هو قائد فرقة ‏ أمريكي، ولد في 25 أكتوبر 1905 في شيكاغو في الولايات المتحدة، وتوفي في 1 سبتمبر 1975 في نيويورك في الولايات المتحدة.

## وصلات خارجية
- روبن ريفيس على موقع ميوزك برينز (الإنجليزية)
- روبن ريفيس على موقع أول ميوزيك (الإنجليزية)
- روبن ريفيس على موقع ديسكوغز (الإنجليزية)